# Heberwehr

Funktion eines einfachen Heberwehrs am Beispiel einer Hochwasserentlastung. Ein plötzlich ansteigender Wasserspiegel im Becken wird durch den Heber bis auf ein unkritisches Niveau gesenkt.

Als Heberwehr wird ein spezieller Wehrtyp bezeichnet, der durch seinen Aufbau größere Wassermengen pro Zeit abführen kann als herkömmliche Wehre bei gleichem Querschnitt. Dabei wird das Prinzip des Druckabflusses angewendet. Eingesetzt werden Heberwehre, wo bei Bedarf Wasser schnell abtransportiert werden muss, z. B. bei Entlastungsbauwerken für Stauanlagen.

## Aufbau und Funktionsprinzip
Das Heberwehr gehört zu den festen Wehren und besteht aus einer normalen Wehrkrone, über die ein Deckel entsprechend der Kronenform gesetzt wird. Dadurch entsteht der sogenannte Heberschlauch, der nur zum Oberwasser und zum Unterwasser hin geöffnet ist. Wichtiges Bestandteil eines Heberwehrs ist zudem die Anspringnase.
Steigt der Wasserstand im Oberwasser an, so entsteht im Heberschlauch zunächst ein Freispiegelabfluss wie bei herkömmlichen Wehren, d. h. innerhalb des Heberschlauchs fließt das Wasser mit einer freien Oberfläche und unterliegt den Gesetzen der Gerinnehydraulik. Am unteren Ende des Heberschlauchs wird das Wasser über die Anspringnase geleitet.
Wenn der Abfluss groß genug wird, schließt der über die Anspringnase geleitete Wasserstrahl das untere Ende des Heberschlauchs luftdicht ab. Das strömende Wasser reißt nach und nach die Luft aus dem Heberschlauch, ähnlich einer Wasserstrahlpumpe. Der Schlauch wird dadurch vollständig entlüftet, bis das Wasser unter Druckabflussbedingungen fließt, d. h. die Strömung hat keine freie Oberfläche mehr und unterliegt den Gesetzen der Rohrhydraulik. Das Heberwehr saugt jetzt in Form eines Saughebers das Oberwasser an und ermöglicht einen großen Abfluss und eine Absenkung des Oberwassers auch unter die Höhe der Wehrkrone. Dies ist z. B. bei Hochwasserentlastungen gewünscht, um in einem Staubecken den Wasserspiegel auf ein sicheres Niveau zu senken.
Der Vorgang läuft so lange, bis Luft in den Heberschlauch gelangt. Dies geschieht entweder, wenn der Wasserstand des Oberwassers weit genug abgesunken ist und das Wehr Luft mit ansaugt oder wenn durch Ventile manuell Luft in den Schlauch gelassen wird. Der Druckabfluss und damit auch das Ansaugen des Oberwassers wird dadurch abrupt beendet.

## Einsatz

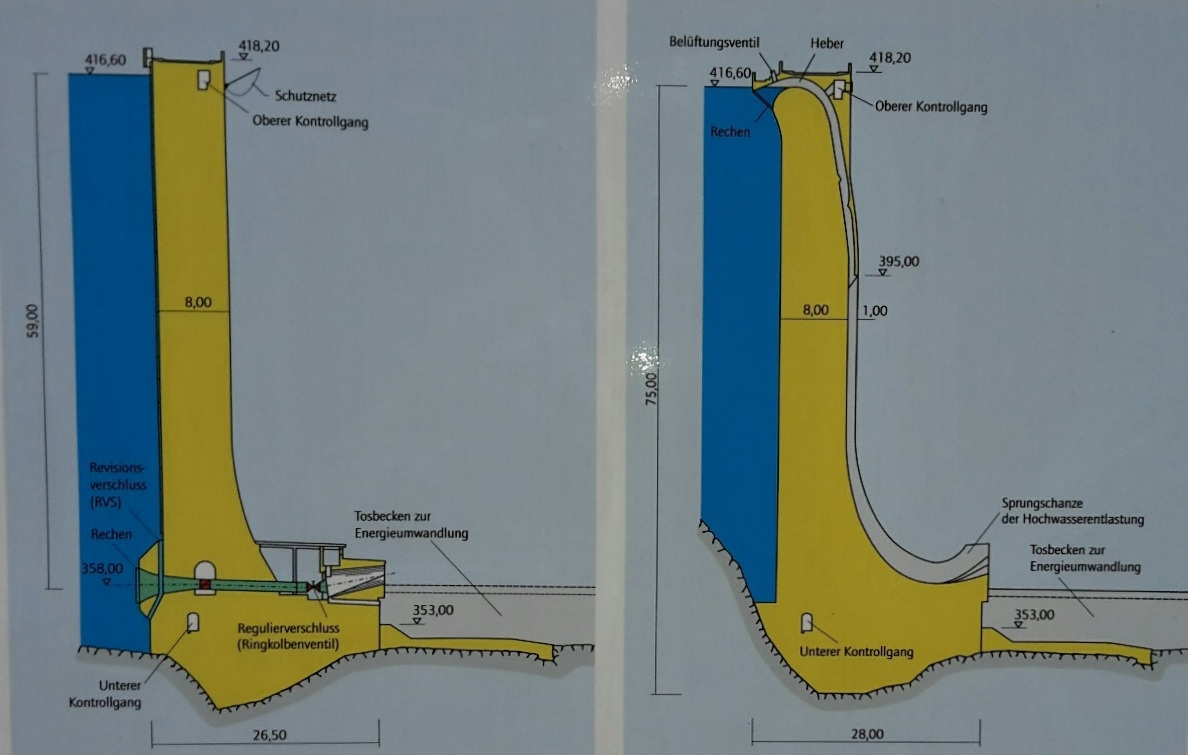
Heberanlage in der Okertalsperre mit Belüftungsventil

Da mit einem Heberwehr schnell große Durchflüsse erreicht werden können, wurde diese Bauform besonders früher gerne als Bestandteil von Hochwasserentlastungsanlagen bei Talsperren eingesetzt. Eine relativ große Entlastungsanlage aus mehreren Heberwehren (Heberbatterie) wurde z. B. beim Speicher Roßhaupten in Bayern oder mit 8 parallelen Hebern in der Okertalsperre im Harz verbaut. 
Aufgrund des vergleichsweise komplizierten Aufbaus, der nur eingeschränkten Steuerbarkeit und weil sie nicht wie ein herkömmliches Wehr überlastet werden können, stellen Heberwehre jedoch immer nur eine Ergänzung anderer Entlastungsbauwerke dar.